# Baldy Mountain (Taos County)
Baldy Mountain er et 3672 meter højt bjerg i Sangre de Cristo Mountains, og i Taos County, New Mexico. Baldy Mountain er i Latir Peak Wilderness.